# Žekš
Žekš je priimek več znanih Slovencev:
- Boštjan Žekš (*1940), fizik, akademik in politik
- Marija Žekš (*1916), stoletnica
- Maša Žekš, umetnostna kustosinja
- Zoltan Žekš, zdravnik